# Coelaturini
Tribu
Les Coelaturini forment une tribu de mollusques bivalves d'eau douce appartenant à l'ordre des Unionoida, à la famille des Unionidae et à la sous-famille des Parreysiinae.

## Liste des genres
Selon World Register of Marine Species (23 juin 2025), il a 8 genres :
- Brazzaea Bourguignat, 1886
- Coelatura Conrad, 1853
- Grandidieria Bourguignat, 1885
- Moncetia Bourguignat, 1886
- Nitia Pallary, 1924
- Nyassunio F. Haas, 1936
- Prisodontopsis Tomlin, 1928
- Pseudospatha C. T. Simpson, 1900